# حسن جتينقايا
حسن جتينقايا (بالتركية: Hasan Çetinkaya)‏ هو وكيل رياضي ولاعب كرة قدم سويدي في مركز الوسط، ولد في 27 يناير 1977 في غوتنبرغ في السويد. شارك مع منتخب السويد تحت 21 سنة لكرة القدم. أما مع النوادي، فقد لعب مع نادي آسيريسكا ونادي جاز ونادي نورشوبينغ.

## وصلات خارجية
- حسن جتينقايا على موقع اتحاد السويد (السويدية)
- حسن جتينقايا على موقع قاعدة بيانات كرة القدم.إي يو (الإنجليزية)